# 勝連大稀
勝連 大稀（かつれん はるき、2001年4月30日 - ）は、 沖縄県宜野湾市出身のプロ野球選手（内野手・育成選手）。右投左打。福岡ソフトバンクホークス所属。

## 経歴

### プロ入り前
興南高等学校時代は、2年生時の2018年、第100回全国高等学校野球選手権記念大会に出場し、8打数5安打の記録を残した。
2019年10月17日、プロ野球ドラフト会議で福岡ソフトバンクホークスより、育成ドラフト4巡目で指名された。ドラフト指名後の会見では、チームメイトでオリックス・バファローズから支配下枠1巡目で指名された宮城大弥と（プロ野球で）対戦して打ちたいと抱負を述べた。10月31日、支度金300万円、年俸360万円（いずれも推定）で契約に合意した。背番号は130。

### ソフトバンク時代
2020年は二軍（ウエスタン・リーグ）公式戦37試合に出場し、打率.138、1本塁打、3打点、三軍戦において39試合に出場し、打率.183、1打点、3盗塁を記録した。
2021年は二軍公式戦48試合に出場し、打率.164、0本塁打、5打点、2盗塁、三軍戦において28試合に出場し、打率.298、0本塁打、8打点、1盗塁を記録した。
2022年、二軍公式戦で45試合出場し、打率.119、2盗塁、4打点、三軍戦では89試合に出場し、打率.202、2本塁打、7盗塁、15打点を記録する。
2023年、5月26日の二軍公式戦、対阪神タイガース戦では逆転の2点適時打を放つなど、二軍公式戦には64試合に出場し、打率.200、3盗塁、11打点、三軍・四軍戦では、51試合に出場し、打率.292、2本塁打、10盗塁、17打点の成績を残す。
2024年は二軍で45試合に出場。打率.241を記録した。この年のオフに村上舜と伊藤大将が戦力外となり、同期で育成として残っているのは自身のみとなった。

## 詳細情報

### 背番号
- 130（2020年[5] - ）

### 登場曲
- 「Smile」しおり（2020年 - ）
- 「島人ぬ宝」BEGIN（2020年 - 2021年）
- 「夢の花」All Japan Goith（2022年 - ）